# اوجیبوه
اوجیبوه (انگلیسی: Ojibwe) مردمانی آنیشنابی در جنوب کانادا، شمال غرب میانه ایالت‌های غرب میانه آمریکا و دشت‌های شمالی هستند. بر اساس سرشماری ایالات متحده، در ایالات متحده مردم اوجیبوه یکی از بزرگترین جمعیت قبیله ای در میان سرخ‌پوستان ایالات متحده آمریکا هستند.